# Elena Peláez Arnillas
Elena Peláez Arnillas (Palencia, Castilla y León, 28 de octubre de 1994) es una árbitra de fútbol español de la Primera División Femenina de España. Pertenece al Comité de Árbitros de Castilla y León.

## Trayectoria
Ascendió a la máxima categoría del fútbol femenino español el año 2017, cuando esta fue creada para que la Primera División Femenina de España fuera dirigida únicamente por árbitras.

## Temporadas
| Categoría        | País   | Año   |
| ---------------- | ------ | ----- |
| Primera División | España | 2017- |